# Gaillac-Toulza
Gaillac-Toulza is een gemeente in het Franse departement Haute-Garonne (regio Occitanie). De plaats maakt deel uit van het arrondissement Muret. Gaillac-Toulza telde op 1 januari 2022 1.331 inwoners.

## Geografie
De oppervlakte van Gaillac-Toulza bedroeg op 1 januari 2022 40,4 vierkante kilometer; de bevolkingsdichtheid was toen 32,9 inwoners per km².

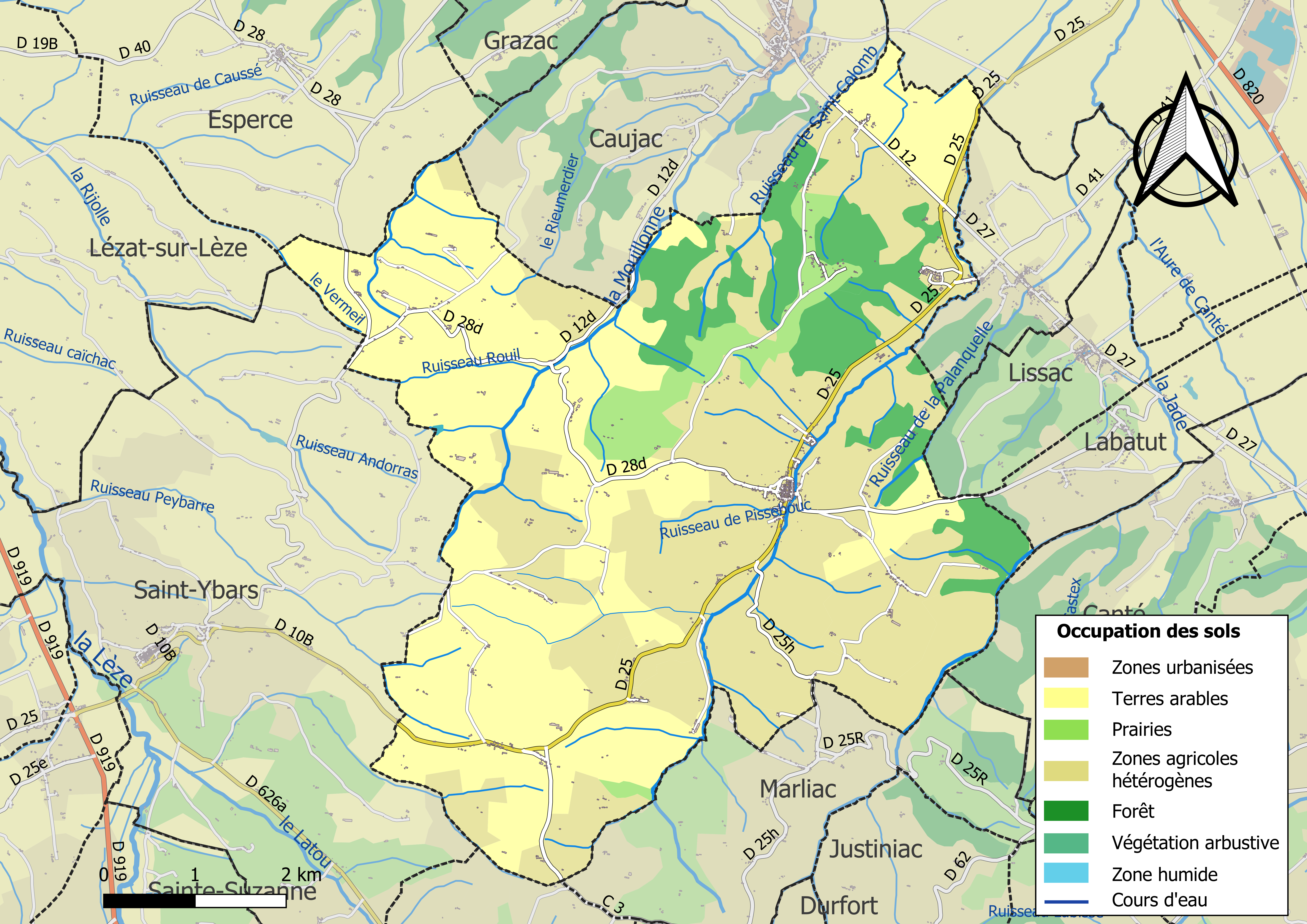
Kaart van de gemeente met belangrijkste infrastructuur, bodemgebruik en omliggende gemeenten

## Demografie
Onderstaande figuur toont het verloop van het inwonertal (bron: INSEE-tellingen).